# والابی صخره پالم آیلند
والابی صخره پالم آیلند (نام علمی: Petrogale assimilis) گونه‌ای کیسه‌دار عضو سرده صخره‌راسوها از تیره درازپایان است که در شمال شرقی کوئینزلند در استرالیا زندگی می‌کند.